# Geothlypis rostrata
Geothlypis rostrata là một loài chim trong họ Parulidae.